# 崔一濂
崔一濂（1505年—？），字學周，廣東廣州府南海縣人，軍籍，明朝政治人物。

## 生平
嘉靖十三年（1534年）甲午科廣東鄉試第六十三名舉人。嘉靖二十年（1541年）中式辛丑科會試第七十三名，登第三甲第二十名進士。嘉靖二十六年（1547年）担任湖廣承宣佈政使司蒲圻縣（今屬湖北省赤壁市）知縣。歷官蕲州、平定州知州。

## 家族
曾祖崔受；祖父崔安；父崔世傑，母老氏。慈侍下。弟一漢。